# 魔数41
魔數41（Sum 41） 是一隊來自加拿大安大略的流行龐克樂團。該樂團成員來自當地高校樂團"1996年夏季的41天"。1999年，Sum41与Island Records签了唱片合約，并于2002年发行了他们的首张专辑《All Killer, No Filler》。第一首单曲《Fat Lip》获得了广告牌现代摇滚曲目榜（Billboard Modern Rock Tracks）的第一名成绩，标志着Sum41在主流获得的成功，并且到目前为止仍然是乐队最成功的单曲。之后，乐队又发行了四张录音室专辑《 Does This Look Infected? 》(2002), 《Chuck》 (2004) 《Underclass Hero 》(2007) 和 《Screaming Bloody Murder》 (2011).乐队演出一年经常多于300场，他們每年在全球巡回演出，其中大部分为期超过1年。他们已两次获Seven Juno Awards提名(2002年 年度组合 和 2005年 年度摇滚专辑（《Chuck》）). Sum 41还在2012年被获得54届格莱美最佳硬金属摇滚演出提名（《Blood In My Eyes》）。

## 乐队成员
德里克·惠布利(Deryck Whibley)(节奏吉他手，主唱)  1996-今
戴夫·巴克什 （Dave Baksh）(主音吉他手，和音)       1997-2003，2015-今
贾森·麦卡斯林(Cone McCaslin)(贝斯手，和音)                1996-今
史蒂夫·乔克斯(Steve Jocs)(前鼓手，和音)          1996-2013
弗兰克·祖莫（Frank Zummo）(鼓手，和音)           2015-今
托马斯·查克（Thomas Thacker）(主音吉他手，和声)  2006-今

## 发展历程

### 组建之初（1996-2000）
Sum41最初由主唱Deryck Whibley和鼓手Steve Jocz 成立，当时的乐队名是Kaspir.之前Steve Jocz是另外一支乐队的鼓手，而Deryck Whibley认为Steve是他周围最好的鼓手，并邀请他加入自己的乐队。一年后，Dave Baksh作为主音吉他手加入乐队。最后，经过与多名贝斯手的合作与协调，Jason McCaslin也成为乐队的贝斯手。
1996年9月28日，乐队为参加一场演出改了队名为Sum41，那天正好是夏天的第41天。
1998年，乐队录了一张小样磁带寄给多家唱片公司，希望能够获得合约。这些小样对于乐队来说非常珍贵。它们是仅有的乐队前贝斯手Richard Roy参与录制的歌曲。
从1999年到2000年，乐队录制了几首新歌，最终在2000年6月27日发行了EP《Half Hour of Power》。这张EP的第一首单曲即是《Makes No Difference》，这首单曲共有两支MV.第一支MV由送往唱片公司的视频片段剪辑而成；第二支MV拍摄的是乐队在一个聚会上表演的场景。这张EP在加拿大大卖。趁着EP的成功，乐队开始准备他们的第一张专辑。

### 《All Killer No Filler》和《Does This Look Infected?》 (2001–2003)
2001年5月8日，Sum41的首张专辑《All Killer, No Filler》发行。是这张专辑的第一首主打单曲《Fat Lip》已经发行便获得了在各大音乐排行榜可观的成绩和商业的成功，包括美国公告牌现代摇滚榜单的首位。到目前为止，这首歌仍是乐队最获成功的一首单曲。在《Fat Lip》之后，乐队又发行了两首单曲分别是《In Too Deep》和《Motivation》，同样在美国公告牌现代摇滚榜单上，分别获得了第10位和第24位的不俗成绩。而专辑在公告牌专辑榜上最高达到第13位，在加拿大专辑榜上达到第9位。这张专辑的评论有好有坏，在商业上却非常成功，在美国、加拿大和英国的销量均达到了100万张。
专辑的大获成功为乐队带来了与主流朋克摇滚乐队如Blink 182和The Offspring一同巡演的机会。2001年的大部分时间他们都在巡演途中，在录制新专辑前共举办了300余场演出。由于9.11事件，他们不得不取消了最后一周的演唱会，并在后来重新安排了被取消的演出。
2002年11月26日，Sum41发行了他们的第二张专辑《Does This Look Infected?》。关于这张专辑，主唱Whibley说道，“我们不想让新专辑听起来像上一张一样，我讨厌乐队重复着做一样的专辑。”这张专辑的风格比起Sum41以前的歌曲更重，更激烈，歌词也显得更加严肃。专辑在美国公告牌专辑榜上达到了32位的位置并在加拿大专辑榜上获得位列第8名的不俗成绩，随后在加拿大销量超过了100万张。然而，乐队的第二张专辑在商业和榜单上来看并没有第一张的成功。《Does It Look Infected?》发行的第一首单曲《Still Waiting》和第二首单曲《The Hell Song》分别在现代摇滚榜单上最高位列第7和第13位。发行专辑之后，乐队又一次投入到大规模的巡演中。

### 《Chuck 》(2004–2005)
2004年5月底，乐队随英国慈善组织War Child的下属组织War Child Canada去了刚果民主共和国，帮助他们拍摄反应刚果内战的纪录片。到达数日后，乐队居住的酒店附近的布卡武地区爆发了战乱。他们于是在酒店内等待战火的熄灭，而战乱却没有结束的迹象。一位联合国维和部队战士Chuck Pelletier叫来装甲部队把包括四名乐队成员在内的居住在酒店的旅客带离了战争前线，到达了安全区。为了向这位维和部队队员致敬，Sum41把他们的第三张专辑命名为Chuck，并在2004年10月12日发行。这张专辑是乐队到目前为止风格最重也是最严肃的专辑。《Chuck》在公告牌专辑榜和加拿大专辑榜中分别最高位列第10和第2，并且总体上获得了较多的好评，在加拿大和美国销售成绩不俗。
第一首单曲《We’re All To Blame》在现代摇滚榜中最高位列第10位。随后的《Pieces》是一首相当抒情的歌曲，并在加拿大的榜单中获得了第一名的成绩。之后的《Some Say》和《No Reason》分别在加拿大和日本、欧洲和美国发行，并取得了不俗的成绩。乐队在刚果的经历被拍成一部纪录片《Rocked:Sum41 in Congo》，由War Child慈善组织于2005年11月29日在美国和加拿大发行。
Sum41在2005年12月21日在日本发行了一张现场专辑《Happy Live Surprise》，并在2006年3月7日在加拿大发行了同样内容的《Go Chuck Yourself》。

### 《Underclass Hero》 和 《All the Good Shit》 (2006–2008)
2006年5月10日，主音吉他手Dave Baksh通过他的经理公司发表声明他将会退出Sum41而去投入到他的经典金属风格的新乐队Brown Brigade的工作中。他表示离开乐队的原因是音乐上的见解不合，并且和其他乐队成员好聚好散，关系仍然不错。第二天，Deryck Whibley 确认了Dave的声明内容并表示乐队将由一名不会对乐队做出任何决定，也不会在乐队的MV，照片中出现的中演出临时吉他手来代替他的位置。
乐队的第四张录音室专辑《Underclass Hero》的录制在2006年11月8日开始并在2007年3月14日完成。这张专辑的第一首单曲《Underclass Hero》在美国公告牌单曲榜上最高位列第7位。而这张专辑在公告牌现代摇滚专辑榜、加拿大专辑榜均获得第一位的成绩，是迄今为止乐队在榜单中表现最好的专辑。
2007年4月17日，乐队在Itunes上提前发行了歌曲《March of the Dogs》。由于这首歌的发行 ，Deryck被威胁会被美国驱逐出境，因为他在这首歌里隐晦的唱到了“杀死总统”。专辑的两首单曲《Walking Disaster》和《With Me》随后发行。
2007年10月，乐队开始了Strength In Numbers Tour巡演，加拿大乐队Finger Eleven, Die Mannequin担任暖场乐队。在这次巡演中，主唱Deryck一直遭受着腰间盘突出的折磨并取消了一些演出。在他伤愈之后，乐队又开始了巡演Underclass Hero Tour，从2008年3月一直进行到7月初。
2008年7月，贝斯手McCaslin在乐队官网上宣布，乐队会暂时停止巡演，去做一些其他事情，之后会开始录制他们的下一张录音室专辑。在这段时间里，贝斯手McCaslin去筹备和录制他的另一个乐队The Operation M.D.的第二张专辑；鼓手Jocz作为鼓手在The Vandals乐队演出；主唱Whibley和他的妻子Avril Lavigne一同去巡演。
2008年11月26日，Sum41在日本发行了一张精选集《8 Years of Blood , Sake and Tears》，其中包含了一首未发行的单曲《Always》和一张囊括乐队所有MV的DVD.同年3月17日，精选集《All the Good Shit》发行。

### 《Screaming Bloody Murder》 (2009–2012)
鼓手Steve Jocs确认，新任的主音吉他手Tom Thacker会参与新专辑的写作和录制。2009年11月5日，Deryck 在乐队的MySpace主页上发表了一篇博文，宣布Gil Norton会担任新专辑的制作人，而且乐队已经为专辑写好了20首歌。再一次Tom Thacker的采访中，Tom提到了一些暂定的歌名，其中有“Panic Attack”,“Like Everyone Else”,“Jessica Kill”.前期的制作总共花费13天，在2009年12月完成，乐队于2010年1月26日正式进入Perfect Sound录音棚开始进行录音。新专辑《Screaming Bloody Murder》原定于2010年底发行，后被推迟至2011年初。乐队在2010年6月24日完成了录制并参加了2010 Warped Tour巡演，专辑也进入了后期处理阶段。新歌《Skumfuk》在2010年7月6日被提前泄露。再一次Canoe.ca的采访中，鼓手Steve Jocz称制作人Gil Norton制作专辑的时间只有一星期，Sum41自己制作了其余部分。
2011年1月8日，乐队宣布单曲《Screaming Bloody Murder》将会在2011年2月7日在美国电台发行。这首歌初次与全世界见面是在2011年1月14日，在Windsor的89X电台首播。环球唱片公司确认《Screaming Bloody Murder》将会在2011年3月23日在日本发行，很快乐队官网也确认专辑会在2011粘月29日在美国发行。在日本发行的日期后来由于日本的地震海啸被推迟至4月6日。
2011年5月，在日本巡演中，乐队首次演奏了《Screaming Bloody Murder》中的歌曲《Reason To Believe》,《Blood In My Eyes》,《Sick Of Everyone》,《Back Where I Belong》。在这次巡演中Deryck的表兄弟，乐队的助理和摄影师Matt在台上担任了键盘手。他在接下来夏天的欧洲巡演中继续担任键盘手。
2011年8月13日，正在美国进行Vans Warped Tour巡演的乐队又取消了接下来的所有演出，原因是主唱Deryck的背伤复发，需要接受治疗。被取消的演出包括在欧洲和美国的巡演，以及首次的南美和亚洲（不包括日本）的巡演，其中包括原定在中国北京和上海的两场演出。这些演出被重新安排在2012年。Cone 在一次采访中说，Sum41至少在两年之内不会再发专辑。2011年11月30日，Sum41的《Blood In My Eyes》被格莱美提名为最佳硬摇滚表演
（Grammy Award for Best Hard Rock/Metal Performance），最终败给Foo Fighters.2010年2月24日，乐队在Twitter上宣布即将在洛杉矶开始拍摄《Blood In My Eyes》的MV，由Michael Maxxis担任导演，这首歌会作为第三首单曲在《Screaming Bloody Murder》和《Baby You Don’t Wanna Know》之后发行。

### 《13 Voices》（2015-今）
《13 Voices》是乐队的六张录音室专辑。该专辑定于2016年10月7日发售。这是从2004年Dave Baksh离队后首次与Sum 41合作所录制的专辑，同时也是与新鼓手Frank Zummo合作的首张专辑。2017年8月，樂團來台參加火球祭，沒想到<Fake My Own Death>唱到一半便因護城河被撞歪而暫停演出，直到修好後才再度開始。

## 音樂作品
- 《Half Hour of Power》（2000年）
- 《All Killer,No Filler》（2001年）
- 《Does It Look Infected?》（2002年）
- 《Chuck》（2004年）
- 《Underclass Hero》（2007年）
- 《Scream Bloody Murder》（2010年）
- 《13 Voices》（2016年）
- 《Order In Decline》（2019年）
- 《Heaven :x: Hell》（2024年）

### 精選輯
- 《All the Good Sh**.14 Solid Gold Hits (2000~2008)》（2009年）

### 現場專輯
- 《Live At The House Of Blues: Cleveland 9.15.07》（2011年）

### 單曲
- 《Walking Disaster》（2007年）
- 《Underclass Hero》（2007年）
- 《13 Voices B-Side》（2016年）
- 《Fat Lip(Slowed + Reverb)》（2018）
- 《Order In Decline B-Side》（2019年）
- 《Catching Fire(feat nothing.nowhere.)》（2021年）
- 《Landmines》（2023年）

## 外部連結
- 官方網頁 （页面存档备份，存于）
- Warchild Canada 短片
- Summer41.com
- Sum-Time.com : 法國樂迷網站